# 宋善礼
宋善礼（？—），男，中华人民共和国政治人物，曾任中共山南地委书记，山南地区人大工委主任，西藏自治区人大常委会秘书长、副主任。